# Ficzere Béla
Ficzere Béla (Budapest, 1972. június 8. –) magyar színművész.

## Életpályája
1972-ben született. 1991-ben érettségizett a budapesti Pesti Barnabás Élelmiszeripari Szakiskola és Gimnáziumban. 1991-1993 között a Józsefvárosi Színházban, 1995-1997 között a Pinceszínházban szerepelt. 1999-2003 között a Radnóti Színházban dolgozott.  2003-2013 között a Nemzeti Színházban játszott. 2013-tól az Orlai Produkciós Iroda társulatának tagja. Részt vett a Stúdió K Színház,  a Komédium,  a Szkéné Színház, a Jurányi, a Trafó, az RS9 Színház,  a Neptunbrigád, a Junion Színház, a Láthatáron Csoport és a KV társulat előadásaiban.
Rendszeresen szinkronizál is.

## Filmográfia
- Sacra corona (2001)
- Sztornó (2006)
- Jóban Rosszban (2007, 2021)
- Tűzvonalban (2007)
- Presszó (2008)
- Marslakók (2012)
- Move On (2012)
- Hacktion: Újratöltve (2013)
- Társas játék (2013)
- Aranyélet (2015)
- Munkaügyek (2015, 2016)
- Csak színház és más semmi (2017, 2019)
- A Viszkis (2017)
- Oltári csajok (2017)
- A Tanár (2018, 2020)
- Foglyok (2019)
- Mellékhatás (2020)
- Egyszer volt Budán Bödör Gáspár (2020)
- Mintaapák (2020)
- A mi kis falunk (2021)
- Elk*rtuk (2021)
- Keresztanyu (2021)
- Boszorkányház (2022)
- A besúgó (2022)
- A Király (2022)
- Gólkirályság (2023)
- Hazatalálsz (2023)
- …a szomszéd tehene (2024)

## Főbb színházi szerepei
- Nulladik perc, Orlai Produkció (2023)
- Mezítláb a parkban, Orlai Produkció (2023)
- Dehogy van jól, Neptunbrigád (2023)
- Balkon kilátással, Orlai Produkció (2022)
- Kánon, Neptunbrigád (2022)
- A pacal ideje, Neptunbrigád, RS9 Színház (2021)
- Kaktuszvirág, Orlai Produkció (2019)
- Vadméz, Orlai Produkció (2019)
- Férjek és feleségek, Orlai Produkció (2018)
- Kiállok érted, 2017, Láthatáron Csoport
- De mi lett a nővel?, Neptun Brigád, RS9 Színház (2017)
- Bárány Boldizsár, Radnóti Színház (2017)
- Tagadj, tagadj, tagadj, Orlai Produkció (2017)
- Nyolckor a bárkán,  RS9 Színház (2016)
- És a függöny felhördül, 2016, DEKK
- Várj, míg sötét lesz, 2016, Orlai Produkció
- Száll a kakukk fészkére  2015, Orlai Produkció
- Utolsó, Proton Színház (2014)
- Hitted volna?  Orlai Produkció (2013)
- A vérszipoly,  2012,  Thalia Színház
- A csapda, a jóslat és a kisablak, 2012, RS9 Színház, Junion Csoport
- Kramer kontra Kramer  2012, Orlai Produkció
- A fösvény  2011, Nemzeti Színház
- Váltságdíj, 2012, Új Színház
- Szélkötő Kalamona, 2012, Fészek Klub
- Tévedések vígjátéka, 2010, Neptun Brigád
- Világszép nádszálkisasszony, 2009, Neptun Brigád, Manna Produkció
- Berzsián és Dideki, 2009, RS9 Színház
- A Grönholm-módszer  2008, Neptun Brigád, Manna Produkció
- Vesztegzár a Grand Hotelben  2008, Nemzeti Színház
- Csontbrigád  2008, Szkéné Színház
- A tizennégy karátos autó  2008, Szkéné Színház
- Rajzolj nekem egy bárányt!  2007, Kolibri Pince
- Mohácsi János – Mohácsi István: Ördögök  2007, Nemzeti Színház
- Lear király  2007, Nemzeti Színház
- Dakota, 2006, Thália Színház
- Az ötödik pecsét,  2006. Nemzeti Színház
- Az öngyilkos  2006, Nemzeti Színház
- A Macskalápon  2005, Nemzeti Színház
- Bíró Lajos, Mohácsi János, Mohácsi István: Sárga liliom  2004, Nemzeti Színház
- Wándza Mihály: Zőld Martzi  2004, Merlin Színház, Junion Csoport
- III. Richard  2004, Nemzeti Színház
- Othello  2003, Jászai Mari Színház, Tatabánya
- Györgyike, drága gyermek  2003, Nemzeti Színház
- Pisti a vérzivatarban  2002, Rátkai Márton Színházi Műhely
- Három nővér  2002, Radnóti Színház
- A jó pálinka itassa magát  2002, Merlin Színház, Junion Csoport
- Störr kapitány  2002, Radnóti Színház
- Máli néni  2001, Radnóti Színház
- Volpone  2001, Radnóti Színház
- Sirály 1999, Radnóti Színház
- Rokonok  2000, Radnóti Színház
- A nyílt tengeren  2001, Kolibri Pince
- Mirandolina  2000, Radnóti Színház
- Romeó és Júlia, 1997, Józsefvárosi Színház
- Cabaret, 1996, Rátkai Márton Színházi Műhely
- A szépség és a szörnyeteg, 1996, Rátkai Márton Színházi Műhely
- A kopasz énekesnő, 1995, Szkéné Színház
- A kertész kutyája, 1997, Komédium Színház
- Az elveszett cirkáló, 1995, Pinceszínház
- Pán Péter, 1994, Pinceszínház
- Makrancos Kata, 1992, Józsefvárosi Színház
- Száll a kakukk a fészkére, 1991, Józsefvárosi Színház
- Dandin György, 1991, Ódry Színpad
- Baal, 1991, Szkéné Színház
- Ödön von Horvath: Kazimir és Karoline, 1990, Pinceszínház